# Estrella Damm
Estrella Damm er en spansk pilsnerøl fra Barcelona i Catalonien. Øllet produceres af bryggeriet S.A. Damm, og er blevet lavet siden 1876. 